# 奈傑爾·赫塢
奈傑爾·勞勃·赫塢CVO（1955年3月17日—）是英國外交官，2003年—2008年任駐愛沙尼亞大使，2010年—2014年任福克兰群岛总督。

## 來歷
赫塢出生於東南英格蘭薩里郡貝奇沃思，父親死去後移居母親所來自的西南英格蘭康瓦爾郡，當時赫塢9歲。
赫塢畢業於特魯羅學校，之後在牛津大学新学院學習英語，之後就讀桑赫斯特皇家军事学院，之後回到牛津學習語言學，最後成為特許語言學家學會成員。
赫塢是康瓦爾語使用者，1976年成為康瓦爾吟遊詩集會的吟遊詩人，其作為吟遊詩人的名稱為（意為「海鷹」）。

## 外交官
赫塢從桑赫斯特畢業後曾任皇家陸軍教育團中尉，1983年開始擔任外交職務。赫塢先在外交及國協事務部任職，曾在爱尔兰、匈牙利、以色列、黎巴嫩工作。赫塢於1992年成為駐南非约翰内斯堡副領事，1996年前往奧地利維也納擔任駐歐洲安全與合作組織代表團副團長。
赫塢於2003年—2008年任駐愛沙尼亞大使，其間與其妻出演英国广播公司系列劇《工作中的王室》，該劇記錄了伊丽莎白二世女王2006年訪問塔林的情形。2006年10月，赫塢獲得皇家維多利亞勳章。擔任大使5年後，赫塢成為駐伊拉克巴士拉總領事，並曾獲伊拉克重建服務獎章。

## 福克蘭群島
2009年，外交及國協事務部宣布赫塢將於2010年10月16日就任福克兰群岛总督兼南乔治亚和南桑威奇群岛专员。
赫塢於2012年主持了福克兰战争30周年紀念活動，並在戰爭30周年及福克蘭群島政府決定開始钻探石油，局勢愈發緊張之際，強烈批評阿根廷對福克蘭群島（馬爾維納斯群島）主權的聲索。赫塢還發揮福克蘭群島智利人的影響力並促進與智利的聯繫。
2011年，阿根廷國防部長阿圖羅·普里塞利稱英國將島民當作「人質」，隨後暗示英國軍方「是唯一支持篡奪我國領土一部分的勢力」。赫塢因此提議舉行全民公投，以了解島民是否願意繼續當英國人，從而“一勞永逸解決次問題”。公投於2013年3月舉行，99.8%的島民投票支持福克蘭群島保持英國海外領土的地位。赫塢在公投後表示：“顯然，人民享有自決權為聯合國主要原則之一，如此高的投票率及如此高的支持率是人民自決權最清晰的表達。”
2012年末，外交及國協事務部宣布柯林·羅伯茲將於2014年4月接替赫塢擔任總督兼專員。赫塢自2015年攻讀博士學位，研究福克蘭貝母蝴蝶，多次重訪福克蘭群島。